# Новокрасивое
Новокрасивое — село в Тульской области России.
В рамках административно-территориального устройства входит в Чернятинский сельский округ Ефремовского района, в рамках организации местного самоуправления входит в муниципальное образование город Ефремов со статусом городского округа.

## География
Расположено на левом берегу реки Красивая Меча (приток Дона), в 4 км к северо-востоку от города Ефремов.

## Население
| 2002 | 2004 | 2010 |
| ---- | ---- | ---- |
| 418  | ↗430 | ↘424 |